# Oleh Lisohor
Oleh Lisohor, (ukrainska: Олег Володимирович Лісогор) född den 17 januari 1979 i Brovary i Kiev oblast i Ukrainska SSR i Sovjetunionen (nu Ukraina), är en ukrainsk före detta simmare som från 1999 till 2008 tillhörde världseliten i bröstsim.

## Olympiska meriter
Lisohors första olympiska spel var OS 2000 i Sydney, där han åkte ut i semifinalen på 100 meter bröstsim och i kvalet på 200 meter bröstsim. Vid OS 2004 i Aten gick det något bättre och han gick vidare till final på 100 meter bröstsim men slutade där sist. Lisohor simmade även bröstsimmet i den manliga medleylagkappen där Ukraina slutade sexa.

## Meriter vid världsmästerskap
Lisohors stora meriter har kommit vid världsmästerskap på såväl lång som kort bana där man tävlat i den kortare distansen 50 meter bröstsim vilken inte är en olympisk distans. Vid både VM 2001 och 2007 på långbana blev han guldmedaljör. 
På VM i kortbana har Lisohor vunnit 50 meter bröstsim tre gånger (2002, 2006 och 2008). Dessutom har han två gånger vunnit guld på 100 meter bröstsim (2002 och 2006).

## Meriter vid europamästerskap
Även vid europamästerskap på långbana har Lisohor nått stora framgångar på 50 meter bröstsim med guld 2002, 2004, 2006 och 2008. Två gånger har han även vunnit guld på den längre distansen 100 meter bröstsim (2002 och 2004).

## Världsrekord
Lisohor innehar (april 2008) världsrekordet på 50 meter bröstsim på både kort som långbana. Världsrekordet på kortbana är från 2006 och är 26,17 och världsrekordet på långbana är från 2002 och är 27,18. 

### Fotnoter
1. ↑  ”Oleh Lisohor Bio, Stats, and Results - Olympics at Sports.reference.com”. sportsreference.com. Sportsreference. Arkiverad från originalet den 19 maj 2011. https://web.archive.org/web/20110519153436/http://www.sports-reference.com/olympics/athletes/li/oleh-lisohor-1.html. Läst 31 oktober 2015.